# Põlva (hạt)
Hạt Põlva (tiếng Estonia: Põlva maakond), hoặc Põlvamaa, là một trong 15 hạt của Estonia. nó nằm ở phía đông nam quốc gia và tiếp giáp với các hạt Tartu, Valga và Võru. Hạt này có biên giới với tỉnh Pskov của Nga. Tính đến tháng 1 năm 2013 có 27.028 người sống ở hạt Põlva – chiếm 2,3% dân số Estonia.

## Khu tự quản
Hạt được chia thành 13 khu tự quản nông thôn (tiếng Estonia: vallad ) ở hạt Põlva.

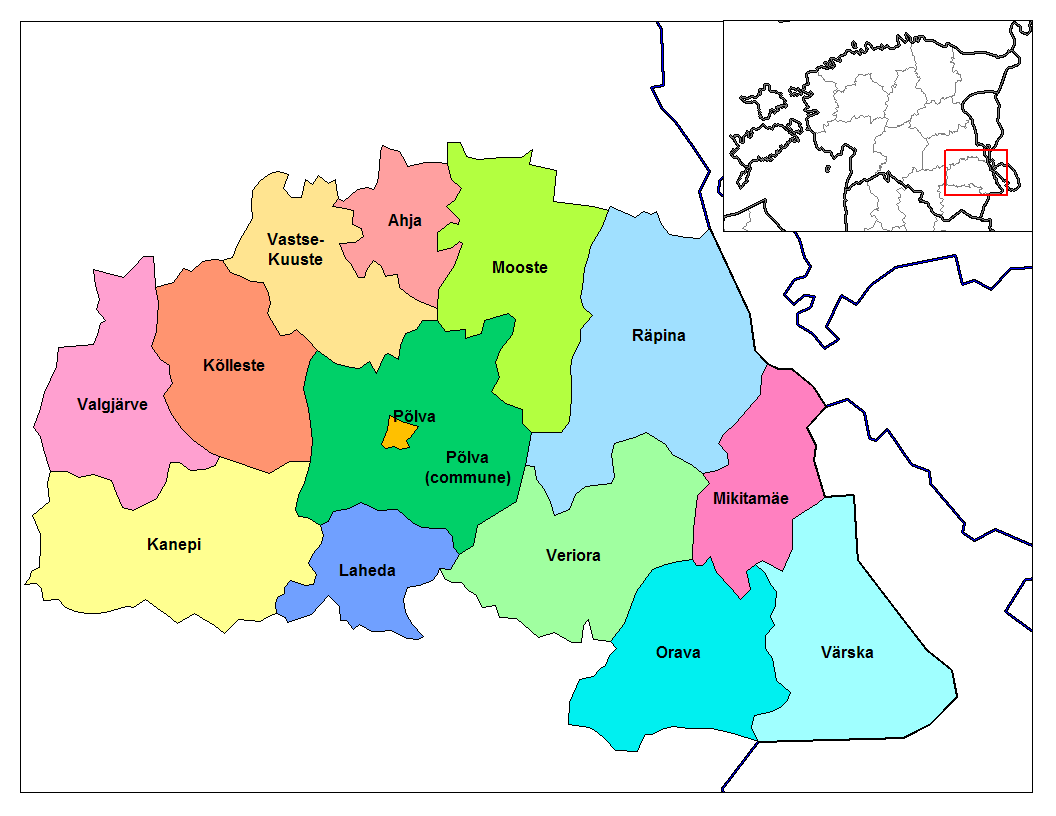
Các khu tự quản ở hạt Põlva

Các khu tự quản nông thôn:
- Ahja
- Kanepi
- Kõlleste
- Laheda
- Mikitamäe
- Mooste
- Orava
- Põlva (bao gồm thị trấn Põlva)
- Räpina (bao gồm thị trấn Räpina)
- Valgjärve
- Vastse-Kuuste
- Veriora
- Värska

## Hình ảnh

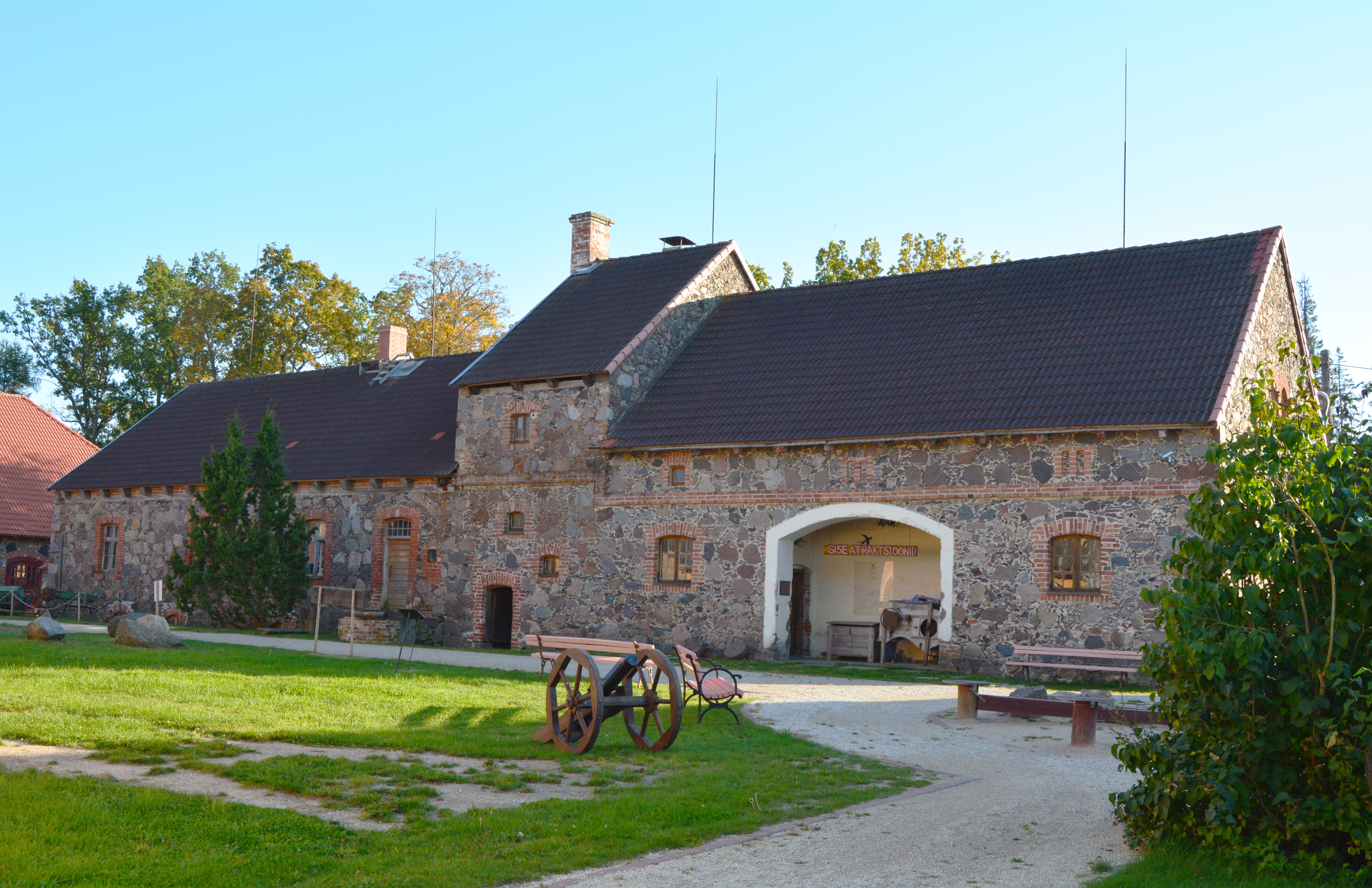
Biệt thự Pikajärve
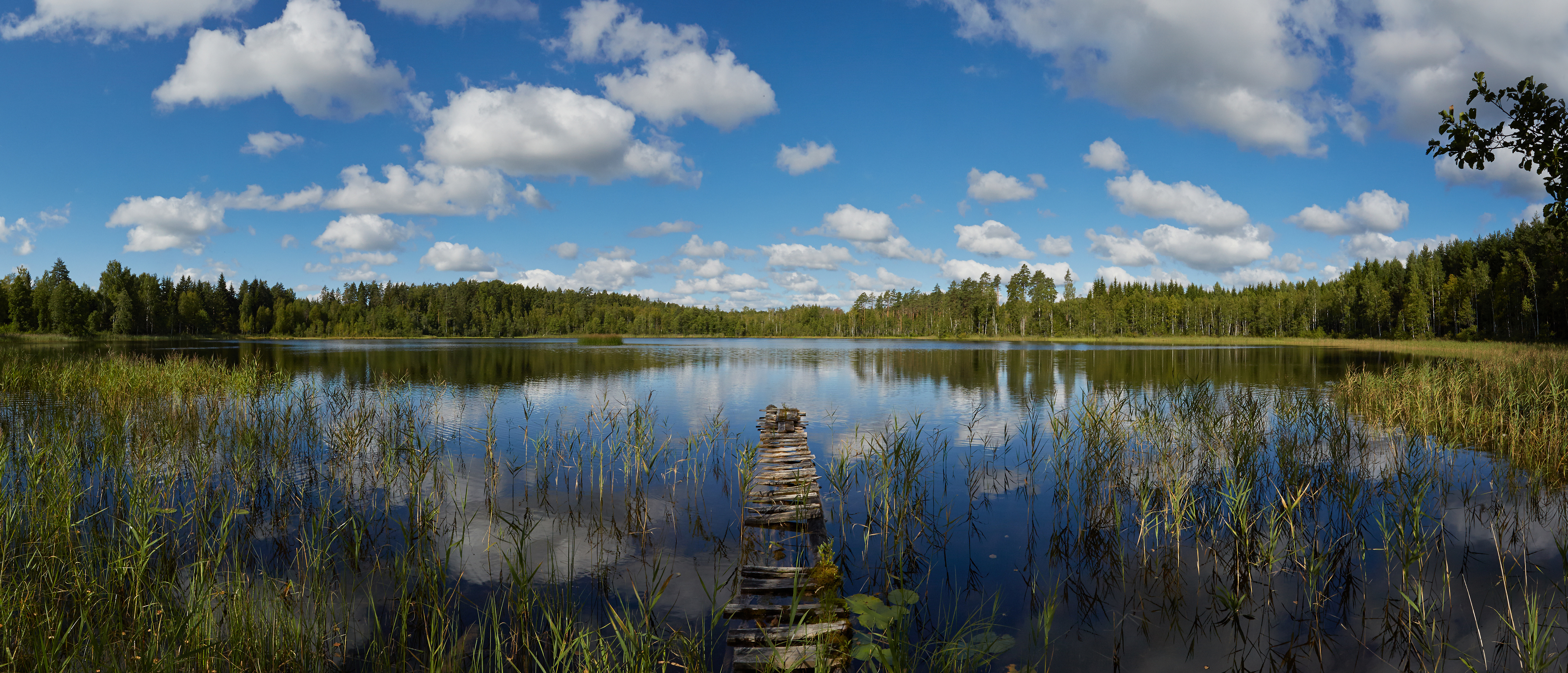
Hồ Aalupi
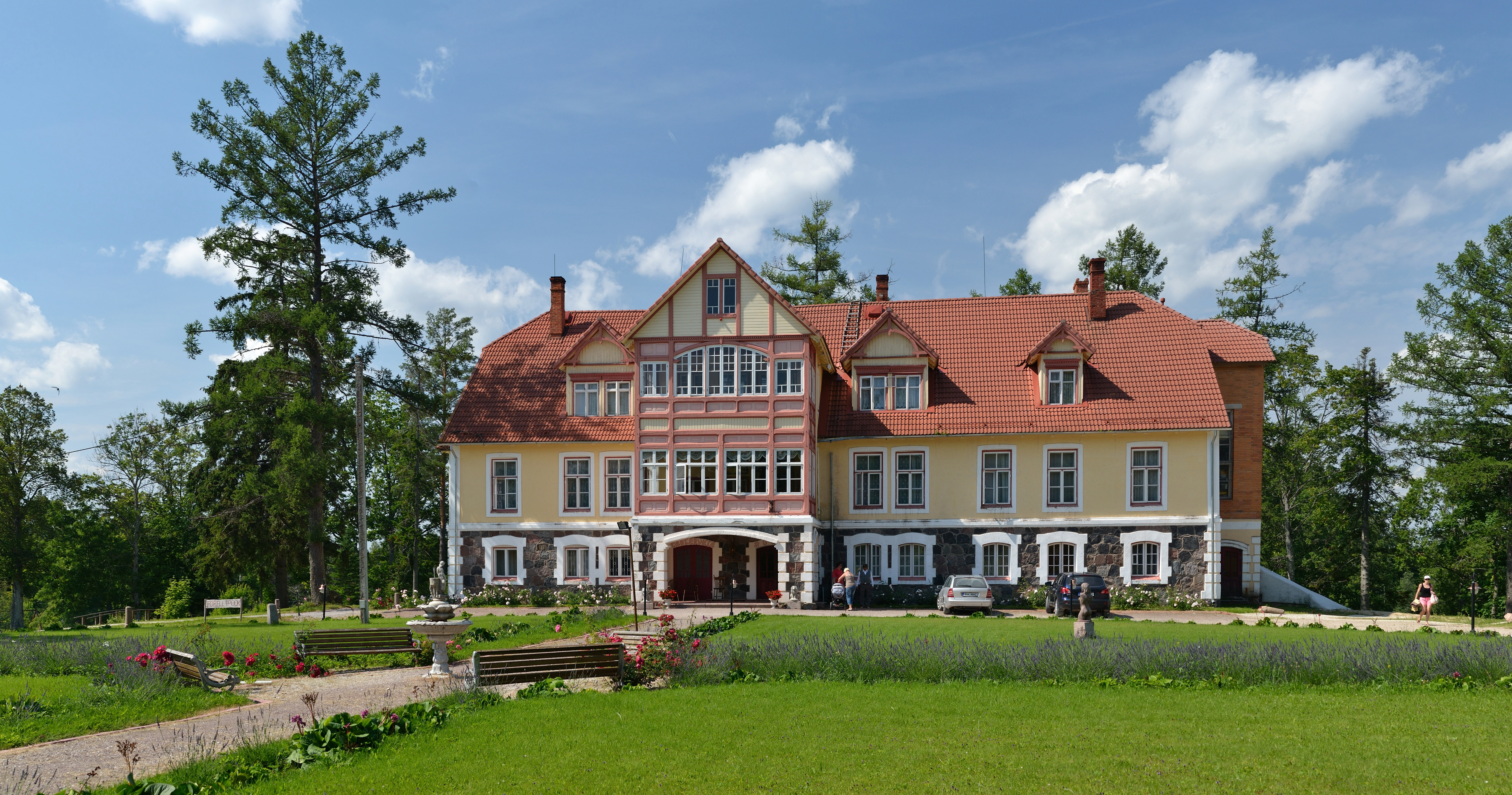
Biệt thư Pikajärve
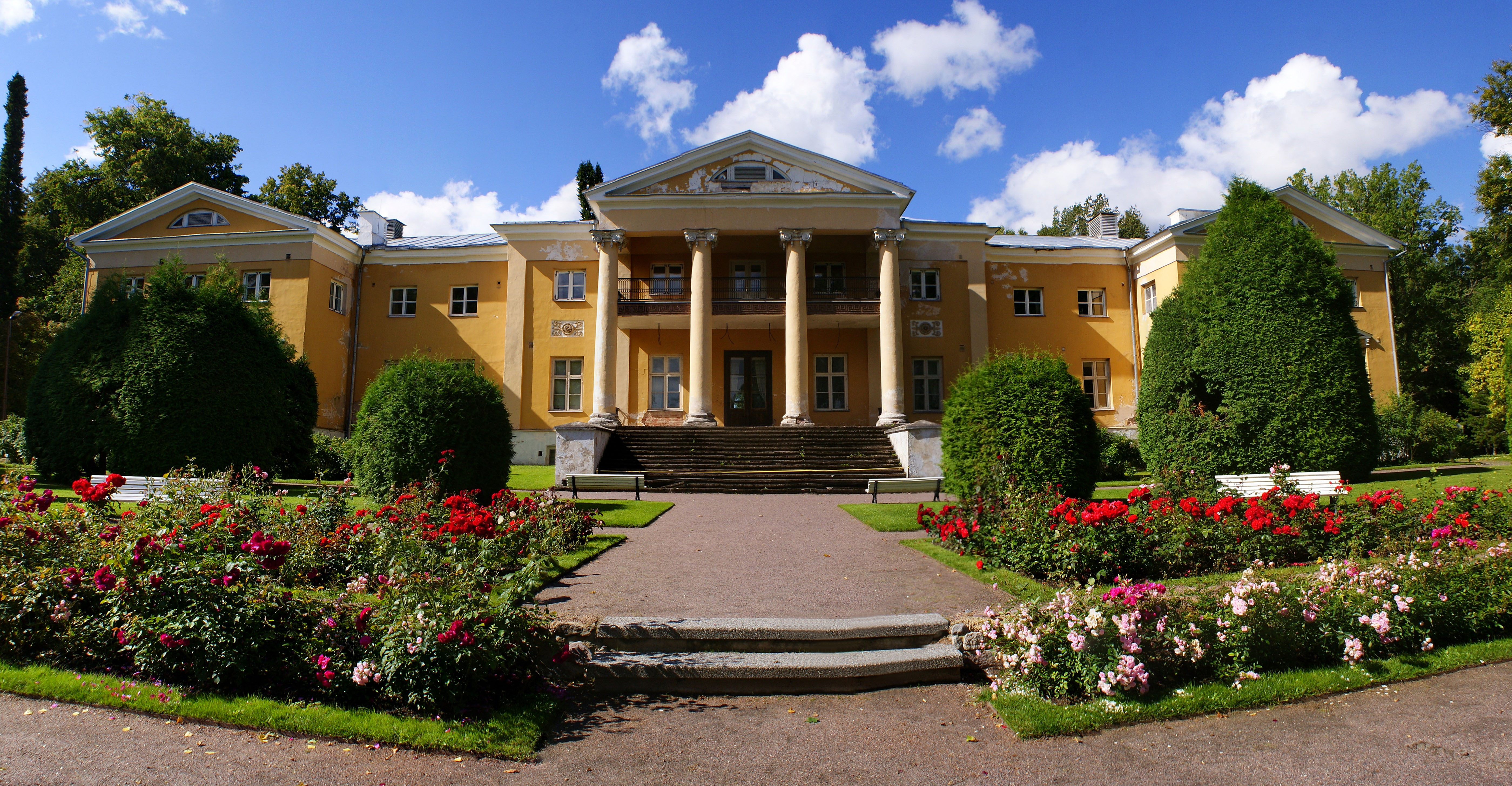
Biệt thự Räpina
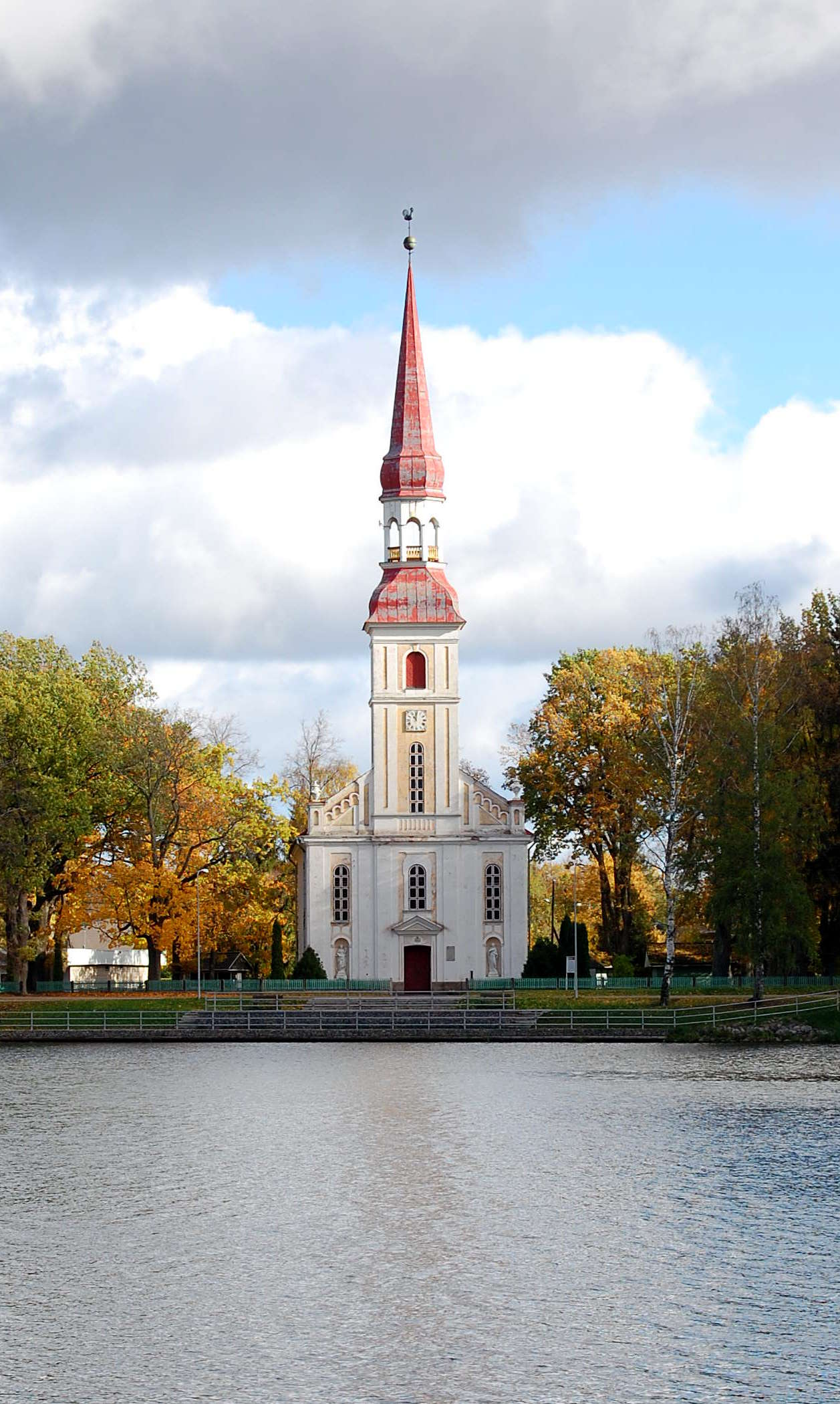
Nhà thờ ở Räpina
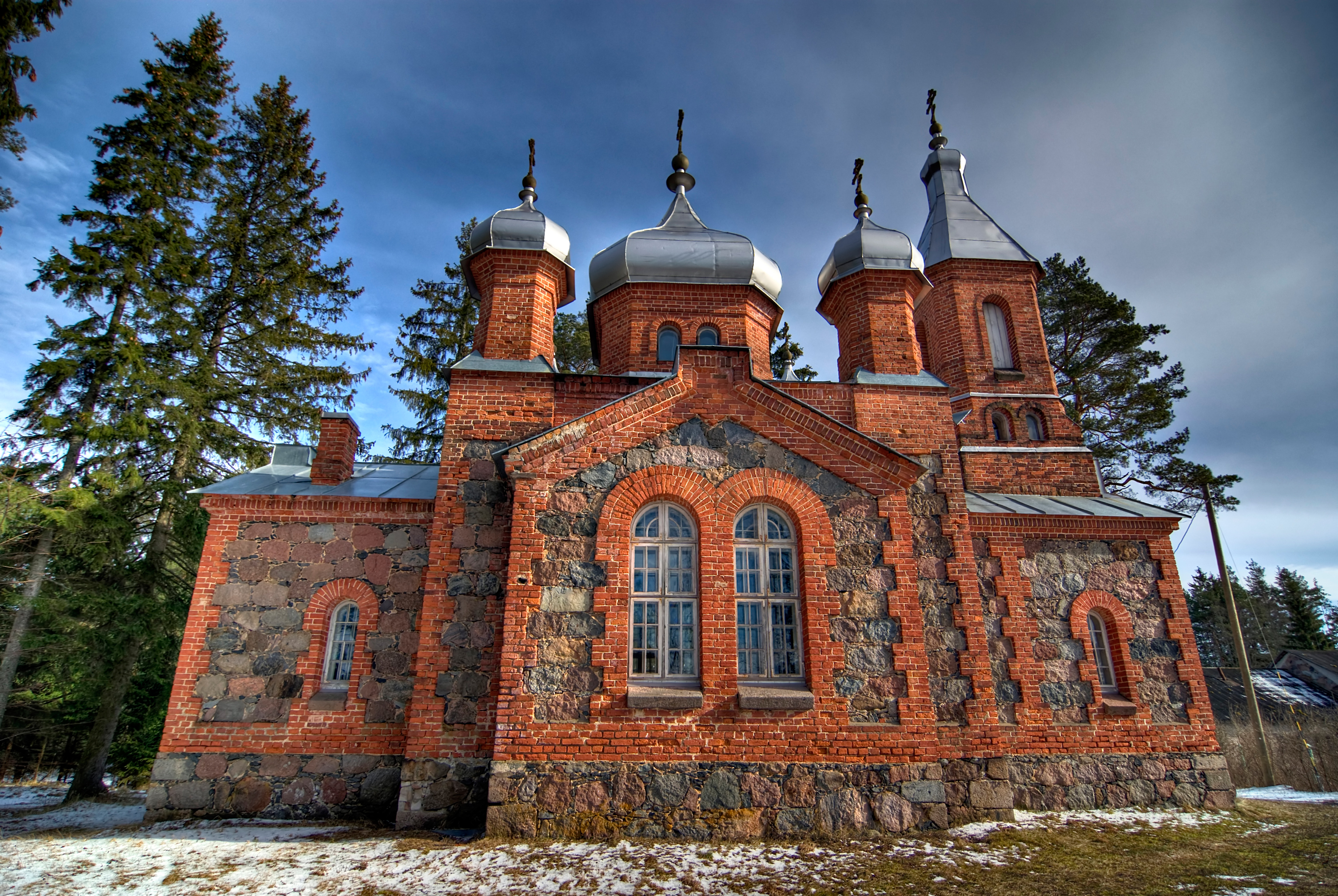
Nhà thờ Kärsa
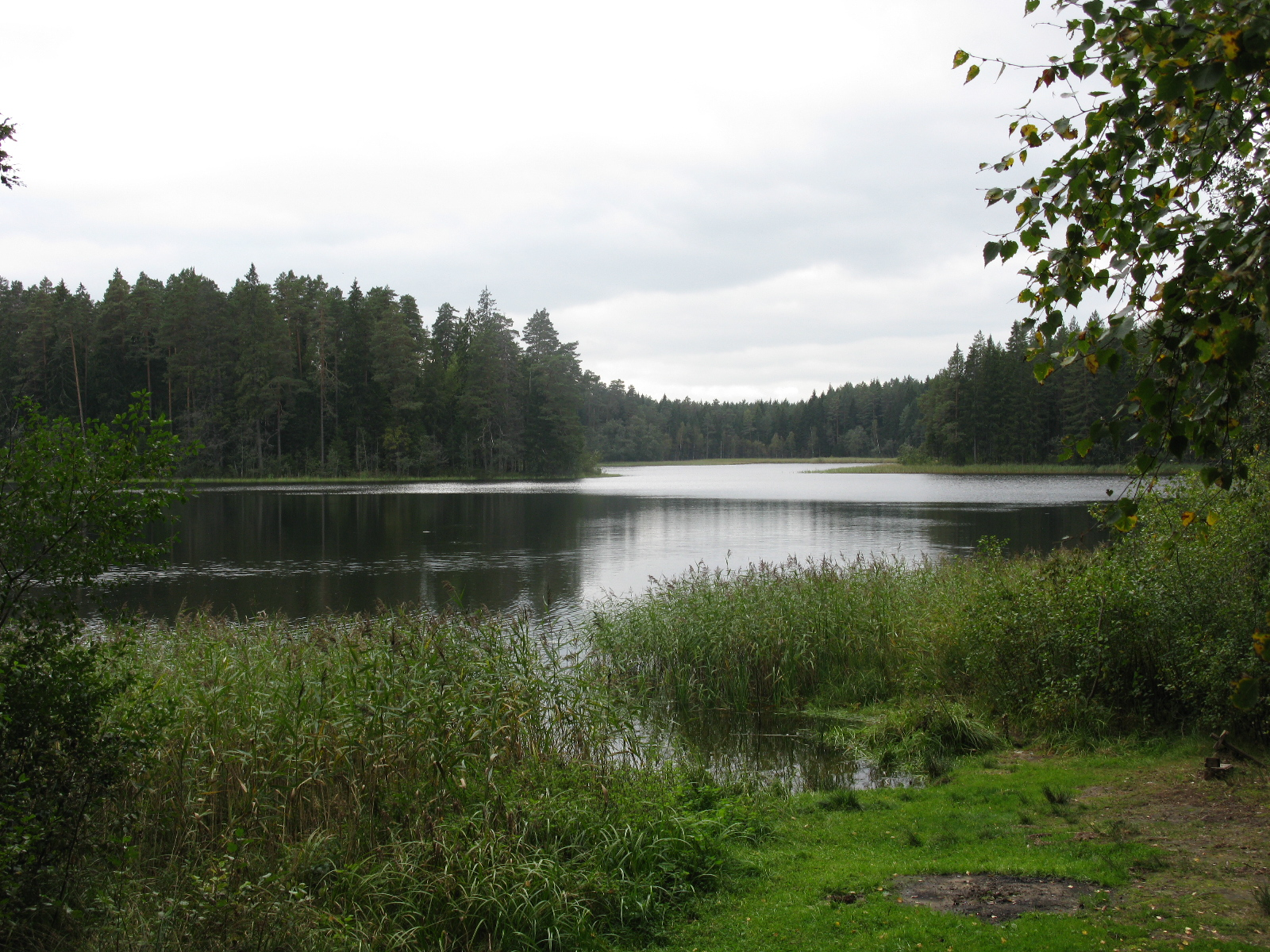
Hồ Kõvverjärv
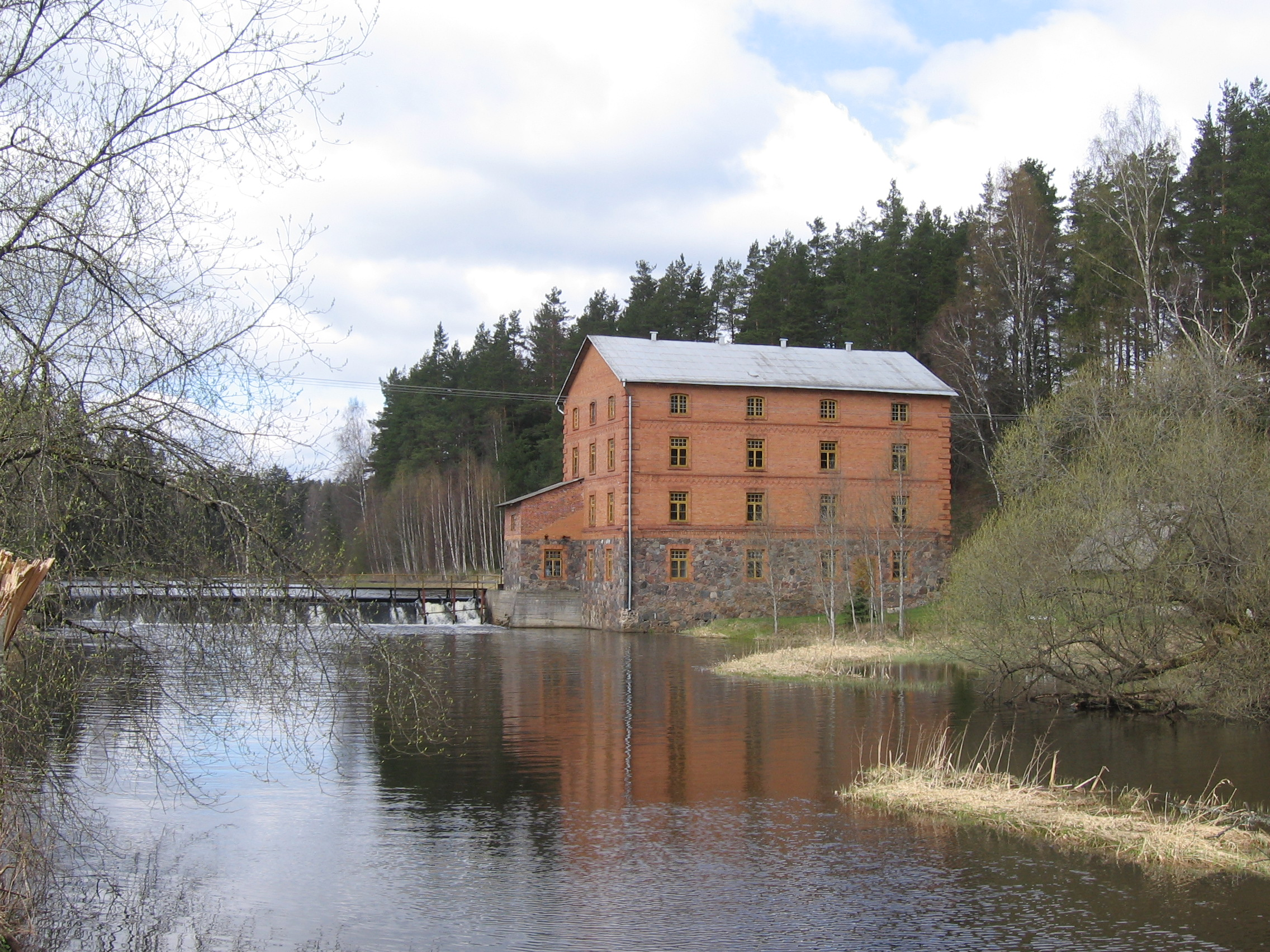
Cối xay nước Kiidjärve